# Веранъс Алва Мур
Веранъс Алва Мур (на английски: Veranus Alva Moore) е американски бактериолог и патолог.

## Биография
Той е роден на 13 април 1859 г. в Хаунсфийлд, Ню Йорк.
Веранъс Алва Мур умира на 11 февруари 1931 г.